# Lonicera nigra
Lonicera nigra là một loài thực vật có hoa trong họ Kim ngân. Loài này được L. mô tả khoa học đầu tiên năm 1753.

## Hình ảnh

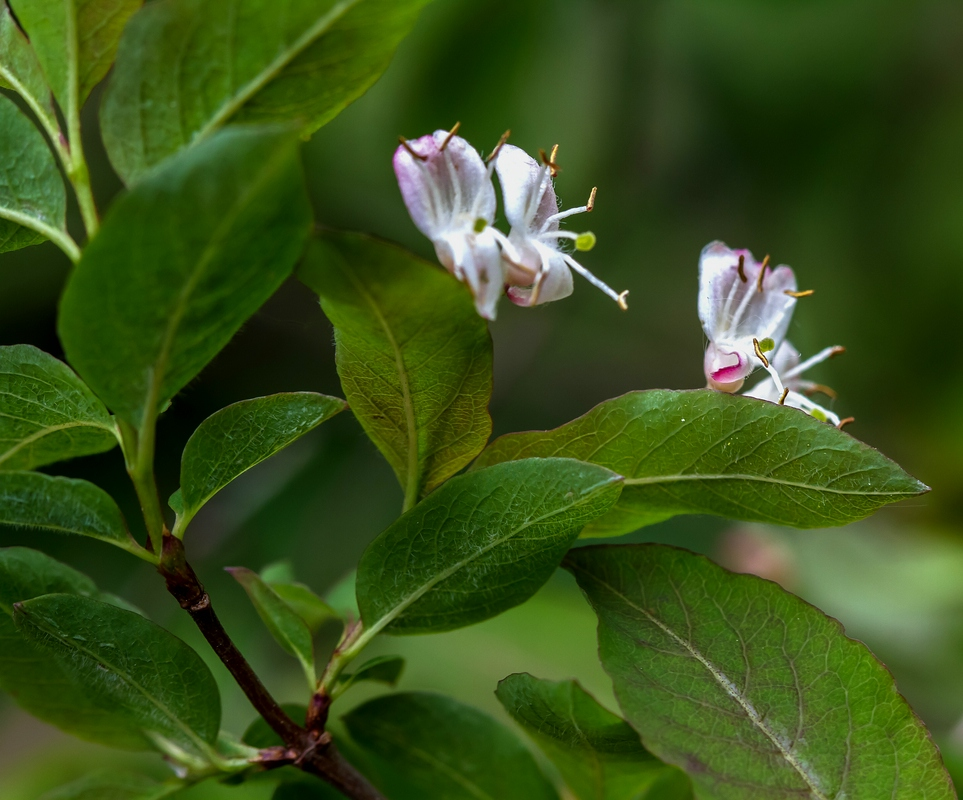
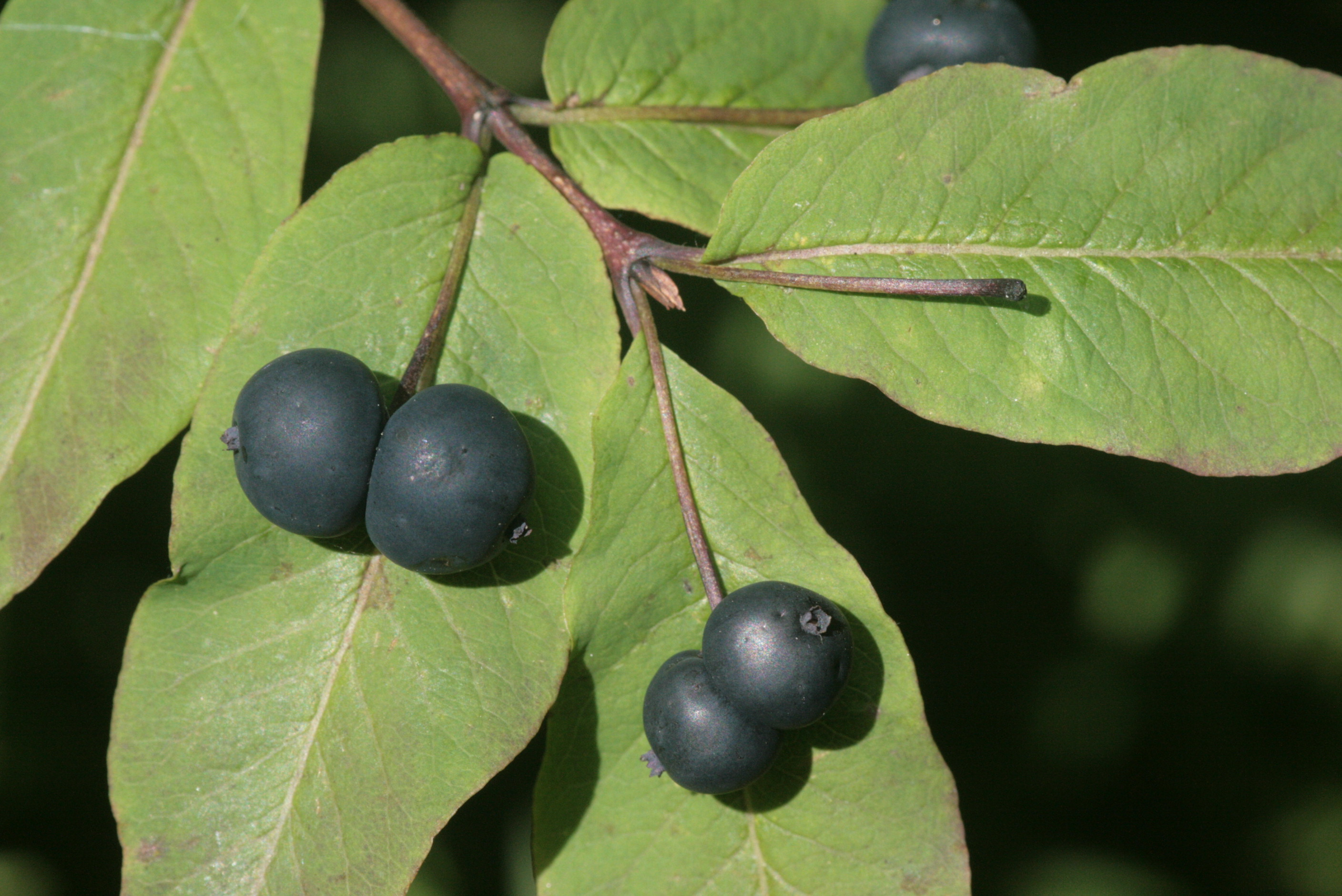
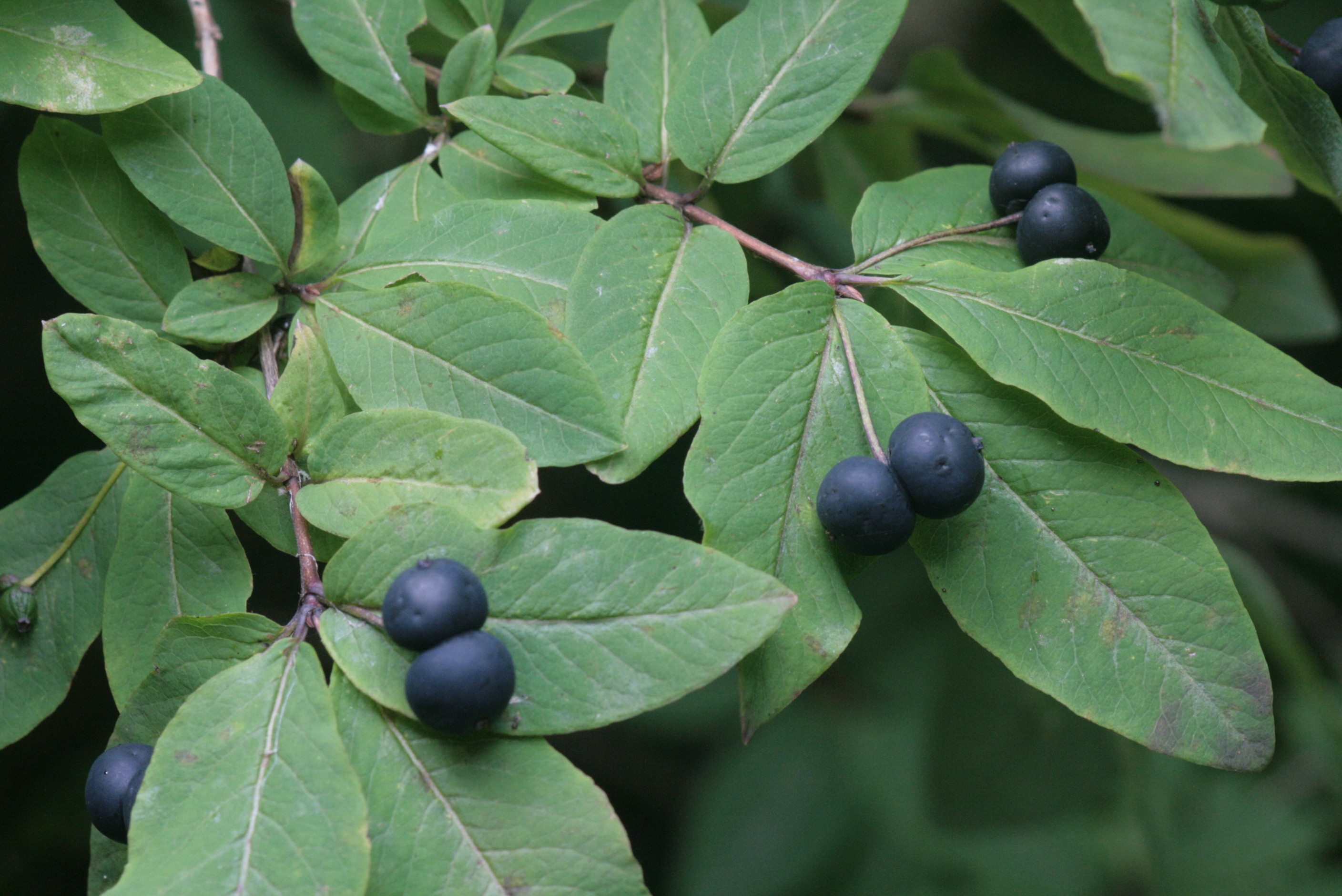
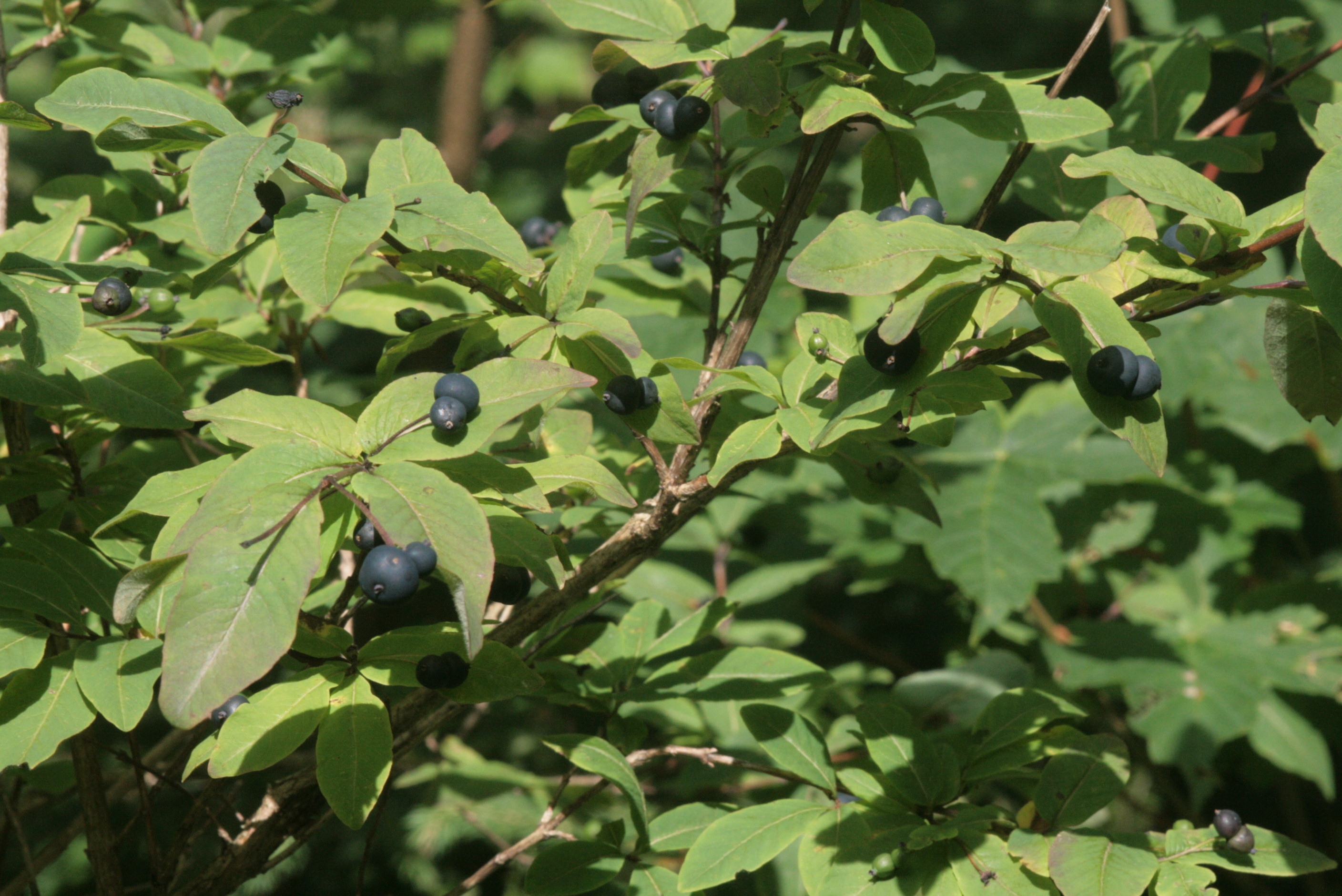